# Bradley Nunatak
Bradley Nunatak är en nunatak i Antarktis. Den ligger i Västantarktis. Chile gör anspråk på området. Toppen på Bradley Nunatak är 1 360 meter över havet.
Terrängen runt Bradley Nunatak är platt, och sluttar österut. Trakten är obefolkad. Det finns inga samhällen i närheten.